# Mirko Filipović
 Mirko "Cro Cop" Filipović (Zagreb, 10 de setembro de 1974) é croata, ex-policial e lutador de MMA (Artes Marciais Mistas) e do K1 (maior campeonato de kickboxing do mundo). Foi campeão do extinto PRIDE (Grand Prix 2006), K-1 World Grand Prix entre outros eventos.

## Carreira profissional

### K-1
Em 1996, com a idade de 22 anos, Filipović entrou no torneio de eliminação K-1 World Grand Prix. Depois de derrotar o finalista do ano anterior, Jérôme Le Banner, Filipović foi derrotado na rodada seguinte por Ernesto Hoost. Ele retornou ao K-1 três anos depois, em 1999, derrotando o lutador britânico Ricky "Tank" Nicholson, mas depois perdeu em uma decisão contra o lutador suíço, Xhavit Bajrami. Apesar disso, Filipović foi dado um wildcard para o torneio mundial, onde ele chocou o mundo ao derrotar o lutador de kickboxing  conceituado no K-1 Mike Bernardo. Filipović também derrotou a estrela japonesa Musashi e o lutador de karatê australiano Sam Greco, na mesma noite, antes de ser derrotado novamente por Hoost. Mais tarde foi revelado que Filipović entrou no ringue com uma costela quebrada, resultado de suas lutas anteriores.
Filipović continuou a ter êxitos no K-1, ganhando uma série de lutas contra adversários de topo, tais como Peter Aerts, Mark Hunt e Remy Bonjasky. Ele foi o primeiro lutador a vencer o gigante até então invicto, "The Beast" Bob Sapp em 86 segundos, quebrando o osso zigomático de Sapp com um soco esquerdo. Em 2000 ele venceu Glaube Feitosa, lutador de karatê e  o boxer Hiromi Amada para chegar as finais do Grand Prix de Nagoya, perdendo por nocaute técnico no primeiro round com Mike Bernardo, em uma revanche. Mais uma vez, as lesões adquiridas anteriormente foram os principais fatores dessa perda. Filipović entrou no ringue mancando de uma perna devido a ferimentos sofridos em combates anteriores. Bernardo repetidamente atacou a perna lesionada de Filipović, tornado-o incapaz de continuar devido as lesões. Filipović, entretanto, ganhou um enorme respeito entre os japoneses entusiastas de luta, pela sua coragem e coração. Como finalista, ele chegou aos oito finalistas para o Grand Prix de 2000, mas mais uma vez perdeu uma decisão para o seu nemesis, Hoost.
Em 2001, ele foi inesperadamente derrotado pelo lutador canadense Michael McDonald no primeiro turno. Pouco tempo depois, ele começou uma transição para a PRIDE, uma organização japonesa de artes marciais mistas. Ele lutou mais quatro lutas no K-1, ganhando cada uma, principalmente contra Mark Hunt, Remy Bonjasky e Bob Sapp.
Crocop fez sua última luta de kickboxing no evento Crocop Final Fight, realizado no dia 10 de março de 2012, onde enfrentou Ray Sefo e venceu por decisão unânime.

### MMA
Mirko ficou mundialmente conhecido por nocautear seus adversários com seu potente chute lateral de Taekwondo de esquerda (Dolio Tchagui em Coreano ou Roundhouse Kick em Inglês). Entre os quais está o chute desferido contra Igor Vovchanchyn que simplesmente "apagou" antes mesmo de ir à lona.
Após ter sido campeão do extinto PRIDE Fighting Championships em 2006 nocauteando dois grandes lutadores na mesma noite, Wanderlei Silva e Josh Barnett, Cro Cop foi para o UFC, onde estreou com vitória sobre Eddie Sanchez.
Na sua segunda participação, Mirko sofreu sua primeira derrota no evento americano, no UFC 70 contra o brasileiro Gabriel Napão, na qual sofreu um nocaute com um "High Kick" (chute na cabeça). Daí em diante, começou a cogitar a sua possível aposentadoria, alegando não ter mais motivação para lutar.
No dia 12 de junho de 2010, no UFC 115, Cro Cop enfrentou um dos grandes kickboxers da atualidade, Pat Barry, em um duelo entre juventude e experiência. No primeiro round Pat conseguiu dois "knockdowns", mas a partir do segundo round, Mirko passou a dominar a luta, até que no último round, Cro Cop conseguiu a finalização contra Pat Barry por estrangulamento, algo incomum para um típico striker.
Dias após a vitória contra Pat Barry, Cro Cop foi surpreendido por uma proposta de lutar no UFC 119, no dia 25 de setembro de 2010, substituindo o ex-campeão do Pride FC e ex-campeão interino do UFC Rodrigo Minotauro, machucado por uma lesão no quadril, contra o norte-americano ex-campeão do UFC, Frank Mir. Luta em que acabou sendo derrotado por nocaute no terceiro round.
No dia 29 de outubro de 2011, no UFC 137, Mirko enfrentou Roy Nelson,a luta foi completamente parelha, com ambos lutadores, conseguindo bons golpes, porém no 3º round,Nelson consegue subir em cima de Crop Cop,e assim, o juiz veio a parar a luta.
Na noite de 29 de outubro de 2011,após a derrota para Roy Nelson, Mirko Crop Cop,em entrevista, agradece a Dana White e todos os fãs deles, e pediu desculpa a todos por qualquer coisa, após isso ele anunciou sua aposentadoria do UFC.O croata, que já admitiu não ter feito uma carreira de sucesso no UFC.
Qualquer homem tem que pensar, "Será que ainda preciso disso?" Tenho dois filhos em casa. Tive uma carreira longa e rica. -Mirko Cro Cop

### Retorno ao K-1 Vitorioso
Em dezembro de 2011 Cro Cop anunciou que voltaria a lutar pelo K-1.
" K-1 foi onde eu comecei, é o meu primeiro amor e acho que é mais atrativo e adequado para os nossos fãs de MMA na Croácia ", disse Cro Cop.
o Retorno de Cro Cop ocorreu em 10 de março de 2012 em Zagreb na Croácia contra o neozelandês Ray Sefo. A luta começou de forma lenta Cro Cop acertava alguns golpes mas Sefo tinha maior potência nos golpes e levava mais perigo. Mirko se recuperou no segundo round quando fez o nariz de Sefo sagrar com um de seus golpes, a partir daí Mirko foi superior e manteve a regularidade até o fim do combate vencendo na decisão dos jurados. Depois desse combate Crop Cop ainda fez mais 2 lutas, nocauteando o espanhol Lorenzo Javier Jorge e vencendo por pontos o Americano Randy Blake. No dia 15 de março de 2013, ficará na memória da lenda croata, lutando pelo GP do K-1 em casa (Zagreb), Cro Cop venceu 3 oponentes no mesmo dia: Jarrel Miller, Pavel Zhuravlev e Ismael Londt, todos por decisão dos juízes e se sagrou Campeão do K-1. Aos 38 anos Mirko mostrou que não é considerado uma lenda por acaso.

### Retorno ao MMA
Em 8 de agosto de 2012, surgiu a notícia de que Cro Cop tinha dito que ele gostaria voltar ao MMA, e em 31 de dezembro de 2012, ele fez o seu retorno contra o ex-lutador de sumô e estreante no MMA: Shinichi Suzukawa no Inoki Bom-Ba-Ye 2012, em Tóquio, no Japão.
Ele venceu a luta por finalização devido a um armlock no 1:18 do primeiro round.
Mirko era esperado para revanche com Aleksander Emelianenko em outubro ou novembro de 2013, na Rússia. Em 25 de outubro de 2013, foi relatado que Alexander foi acusado de agredir um homem de 63 anos de idade, em um bar. O organizador da luta rescindiu o contrato com Emelianenko e anunciou que Mirko iria enfrentar um adversário diferente da Rússia. Mirko eventualmente enfrentou Oleksiy Oliynyk, que entrou como um substituto para Emelianenko, em 8 de novembro de 2013 no Legends 2, em Moscou, Rússia. Ele perdeu a luta por finalização no primeiro round.
Em 23 de agosto de 2014, Mirko derrotou o ex-medalhista de ouro olímpico Satoshi Ishii, via paralisação médica no evento Inoki Genome Federation (IGF), no Japão, e ganhou  o Campeonato do IGF.
Mirko era esperado para fazer a revanche com Satoshi Ishii em uma revanche em 31 de dezembro de 2014 para o Campeonato do IGF. No entanto, a revanche foi cancelada devido a uma lesão na costela sofrido por Ishii. Em 1 de dezembro, no entanto, foi revelado  que Ishii seria capaz de curar-se a tempo de uma nova luta, e a revanche foi marcada mais uma vez. Mirko derrotou  Ishii via Nocaute técnico, a lenda croata venceu com o seu tradicional chute na cabeça acompanhado de socos.

### Novo retorno ao UFC
Após receber propostas do Bellator, eis que foi anunciado que Cro Cop havia assinado novamente com o UFC. Sua luta de reestreia foi a revanche contra o brasileiro Gabriel Gonzaga em 11 de abril de 2015 no UFC Fight Night: Gonzaga vs. Cro Cop 2. Mirko venceu a luta por nocaute técnico, vingando-se da derrota sofrida no UFC 70.
Cro Cop agora iria enfrentar Anthony Hamilton em 28 de Novembro de 2015 no UFC Fight Night: Henderson vs. Alves, mas não houve o confronto e o atleta anunciou sua aposentadoria dos ringues.

## Cartel no MMA
| Cartel no MMA   |             |             |
| 52 lutas        | 38 vitórias | 11 derrotas |
| Por nocaute     | 27          | 5           |
| Por finalização | 6           | 3           |
| Por decisão     | 5           | 3           |
| Empates         | 2           | 2           |
| No contest      | 1           | 1           |

| Res.    | Cartel      | Oponente               | Método                             | Evento                                        | Data       | Round | Tempo | Local                       | Notas                                                             |
| ------- | ----------- | ---------------------- | ---------------------------------- | --------------------------------------------- | ---------- | ----- | ----- | --------------------------- | ----------------------------------------------------------------- |
| Vitoria | 38-11-2 (1) | Roy Nelson             | Decisão (unânime)                  | Bellator 217                                  | 16/02/2019 | 3     | 5:00  | Uncasville, Connecticut     | Estreia no Bellator.                                              |
| Vitória | 37-11-2 (1) | Roque Martinez         | TKO (interrupção médica)           | Rizin 13-Saitama                              | 30/09/2018 | 1     | 4:58  | Saitama                     |                                                                   |
| Vitória | 36-11-2 (1) | Tsuyoshi Kohsaka       | TKO (socos)                        | Rizin World Grand-Prix 2017: Final            | 31/12/2017 | 1     | 1:02  | Saitama                     |                                                                   |
| Vitória | 35-11-2 (1) | Amir Aliakbari         | KO (socos)                         | Rizin World Grand-Prix 2016: Final            | 31/12/2016 | 1     | 2:03  | Saitama                     | Ganhou o 2016 Rizin Open-Weight Grand Prix.                       |
| Vitória | 34-11-2 (1) | Baruto Kaito           | TKO (joelhada no corpo)            | Rizin World Grand-Prix 2016: Meia final       | 31/12/2016 | 1     | 0:49  | Saitama                     | Meias finais do 2016 Rizin Open-Weight Grand Prix.                |
| Vitória | 33-11-2 (1) | Muhammed Lawal         | TKO (socos)                        | Rizin World Grand-Prix 2016: Quartos de final | 29/12/2016 | 2     | 1:41  | Saitama                     | Quartos de final do 2016 Rizin Open-Weight Grand Prix.            |
| Vitória | 32-11-2 (1) | Hyun Man Myung         | Finalização (triângulo de braço)   | Rizin World Grand-Prix 2016: 1st Round        | 25/09/2016 | 1     | 2:20  | Saitama                     |                                                                   |
| Vitória | 31-11-2 (1) | Gabriel Gonzaga        | TKO (cotoveladas e socos)          | UFC Fight Night: Gonzaga vs. Cro Cop II       | 11/04/2015 | 3     | 3:30  | Kraków                      | Retorno ao UFC; Luta da Noite.                                    |
| Vitória | 30–11–2 (1) | Satoshi Ishii          | TKO (chute na cabeça e socos)      | Inoki Bom-Ba-Ye 2014                          | 31/12/2014 | 2     | 5:00  | Tóquio                      | Defendeu o Cinturão Peso Pesado do IGF; Vagou para ir para o UFC. |
| Vitória | 29-11-2 (1) | Satoshi Ishii          | TKO (interrupção médica)           | Inoki Genome Fight 2                          | 23/08/2014 | 2     | 2:37  | Tóquio                      | Ganhou o Cinturão Peso Pesado do IGF.                             |
| Derrota | 28-11-2 (1) | Oleksiy Oliynyk        | Finalização (estrangulamento)      | LEGEND - PART 2: INVASION                     | 08/11/2013 | 1     | 4:42  | Moscou                      |                                                                   |
| Vitória | 28–10–2 (1) | Shinichi Suzukawa      | Finalização (chave de braço)       | Inoki Bom-ba-ye 2012                          | 31/12/2012 | 1     | 1:18  | Tóquio                      | Retornou da aposentadoria.                                        |
| Derrota | 27-10-2 (1) | Roy Nelson             | TKO (socos)                        | UFC 137: Penn vs. Diaz                        | 29/10/2011 | 3     | 1:30  | Las Vegas, Nevada           | Anunciou aposentadoria no UFC                                     |
| Derrota | 27-9-2 (1)  | Brendan Schaub         | KO (soco)                          | UFC 128: Shogun vs. Jones                     | 19/03/2011 | 3     | 3:44  | Newark, New Jersey          |                                                                   |
| Derrota | 27-8-2 (1)  | Frank Mir              | KO (joelhada)                      | UFC 119: Mir vs. Cro Cop                      | 25/09/2010 | 3     | 4:02  | Indianapolis, Indiana       |                                                                   |
| Vitória | 27-7-2 (1)  | Pat Barry              | Finalização (mata leão)            | UFC 115: Liddell vs. Franklin                 | 12/06/2010 | 3     | 4:30  | Vancouver, British Columbia | Finalização da Noite.                                             |
| Vitória | 26-7-2 (1)  | Anthony Perosh         | TKO (interrupção médica)           | UFC 110: Nogueira vs. Velasquez               | 20/02/2010 | 2     | 5:00  | Sydney                      |                                                                   |
| Derrota | 25-7-2 (1)  | Júnior Cigano          | Finalização Verbal (lesão no olho) | UFC 103: Franklin vs. Belfort                 | 19/09/2009 | 3     | 2:03  | Dallas, Texas               | Mirko sofreu fratura no osso orbital.                             |
| Vitória | 25-6-2 (1)  | Mostapha al-Turk       | TKO (socos)                        | UFC 99: The Comeback                          | 13/06/2009 | 1     | 3:06  | Colônia                     |                                                                   |
| Vitória | 24-6-2 (1)  | Hong Man Choi          | TKO (chute na perna)               | Dynamite!! 2008                               | 31/12/2008 | 1     | 6:32  | Saitama                     |                                                                   |
| NC      | 23-6-2 (1)  | Alistair Overeem       | Sem Resultado (golpes baixos)      | DREAM.6                                       | 23/09/2008 | 1     | 6:09  | Saitama                     |                                                                   |
| Vitória | 23-6-2      | Tatsuya Mizuno         | TKO (socos)                        | Dream.1                                       | 15/03/2008 | 1     | 0:56  | Saitama                     |                                                                   |
| Derrota | 22-6-2      | Cheick Kongo           | Decisão (unânime)                  | UFC 75: Champion vs. Champion                 | 08/09/2007 | 3     | 5:00  | Londres                     |                                                                   |
| Derrota | 22-5-2      | Gabriel Gonzaga        | KO (chute na cabeça)               | UFC 70: Nations Collide                       | 21/04/2007 | 1     | 4:51  | Manchester                  | Para determinar o próximo desafiante nº 1 ao Título.              |
| Vitória | 22-4-2      | Eddie Sanchez          | TKO (socos)                        | UFC 67: All or Nothing                        | 03/02/2007 | 1     | 4:33  | Las Vegas, Nevada           |                                                                   |
| Vitória | 21-4-2      | Josh Barnett           | Finalização (socos)                | Pride Final Conflict Absolute                 | 10/09/2006 | 1     | 7:32  | Saitama                     | Venceu o Grand Prix Peso Pesado do Pride 2006                     |
| Vitória | 20-4-2      | Wanderlei Silva        | KO (chute na cabeça)               | Pride Final Conflict Absolute                 | 10/09/2006 | 1     | 5:22  | Saitama                     | Semifinais do Grand Prix Peso Pesado do Pride 2006                |
| Vitória | 19-4-2      | Hidehiko Yoshida       | TKO (chutes na perna)              | Pride Critical Countdown Absolute             | 01/07/2006 | 1     | 7:38  | Saitama                     | Quartas de final do Grand Prix Peso Pesado do PRIDE 2006          |
| Vitória | 18-4-2      | Ikuhisa Minowa         | TKO (socos)                        | Pride Total Elimination Absolute              | 05/05/2006 | 1     | 1:10  | Osaka                       | Primeira rodada do Grand Prix Peso Pesado do Pride 2006           |
| Derrota | 17-4-2      | Mark Hunt              | Decisão (dividida)                 | Pride Shockwave 2005                          | 31/12/2005 | 3     | 5:00  | Saitama                     |                                                                   |
| Vitória | 17-3-2      | Josh Barnett           | Decisão (unânime)                  | Pride 30: Fully Loaded                        | 23/10/2005 | 3     | 5:00  | Saitama                     |                                                                   |
| Derrota | 16-3-2      | Fedor Emelianenko      | Decisão (unânime)                  | Pride Final Conflict 2005                     | 28/08/2005 | 3     | 5:00  | Saitama                     | Pelo Cinturão Peso Pesado do Pride                                |
| Vitória | 16-2-2      | Ibragim Magomedov      | TKO (chute no corpo)               | Pride Critical Countdown 2005                 | 26/06/2005 | 1     | 3:53  | Saitama                     |                                                                   |
| Vitória | 15-2-2      | Mark Coleman           | KO (socos)                         | Pride 29: Fists of Fire                       | 20/02/2005 | 1     | 3:40  | Saitama                     |                                                                   |
| Vitória | 14-2-2      | Kevin Randleman        | Finalização (guilhotina)           | Pride Shockwave 2004                          | 31/12/2004 | 1     | 0:41  | Saitama                     |                                                                   |
| Vitória | 13-2-2      | Josh Barnett           | Finalização (lesão no ombro)       | Pride 28: High Octane                         | 31/10/2004 | 1     | 0:46  | Saitama                     |                                                                   |
| Vitória | 12-2-2      | Aleksander Emelianenko | KO (chute na cabeça e socos)       | Pride Final Conflict 2004                     | 15/08/2004 | 1     | 2:09  | Saitama                     |                                                                   |
| Vitória | 11-2-2      | Shungo Oyama           | TKO (socos)                        | Pride Bushido 4                               | 19/07/2004 | 1     | 1:00  | Nagoya                      |                                                                   |
| Vitória | 10-2-2      | Hiromitsu Kanehara     | Decisão (unânime)                  | Pride Bushido 3                               | 23/05/2004 | 2     | 5:00  | Yokohama                    |                                                                   |
| Derrota | 9-2-2       | Kevin Randleman        | KO (socos)                         | Pride Total Elimination 2004                  | 05/04/2004 | 1     | 1:57  | Saitama                     | Primeira rodada do Grand Prix 2004 dos pesados do Pride           |
| Vitória | 9-1-2       | Yoshihisa Yamamoto     | TKO (socos)                        | Pride Bushido 2                               | 15/02/2004 | 1     | 2:12  | Saitama                     |                                                                   |
| Vitória | 8-1-2       | Ron Waterman           | TKO (socos e tiros de metas)       | Pride 27: Inferno                             | 01/02/2004 | 1     | 4:37  | Osaka                       |                                                                   |
| Derrota | 7-1-2       | Rodrigo Minotauro      | Finalização (chave de braço)       | Pride Final Conflict 2003                     | 09/11/2003 | 2     | 1:45  | Tóquio                      | Pelo Cinturão Interino Peso Pesado do Pride.                      |
| Vitória | 7-0-2       | Dos Caras Jr.          | KO (chute na cabeça)               | Pride Bushido 1                               | 05/10/2003 | 1     | 0:46  | Saitama                     |                                                                   |
| Vitória | 6-0-2       | Igor Vovchanchyn       | KO (chute na cabeça)               | Pride Total Elimination 2003                  | 10/08/2003 | 1     | 1:29  | Saitama                     |                                                                   |
| Vitória | 5-0-2       | Heath Herring          | TKO (chute no corpo e socos)       | Pride 26: Bad to the Bone                     | 8/06/2003  | 1     | 3:17  | Yokohama                    |                                                                   |
| Vitória | 4-0-2       | Kazuyuki Fujita        | Decisão (unânime)                  | Inoki Bom-Ba-Ye 2002                          | 31/12/2002 | 3     | 5:00  | Saitama                     |                                                                   |
| Vitória | 3-0-2       | Kazushi Sakuraba       | TKO (interrupção médica)           | Pride Shockwave                               | 28/08/2002 | 2     | 5:00  | Tóquio                      |                                                                   |
| Empate  | 2-0-2       | Wanderlei Silva        | Empate                             | Pride 20: Armed and Ready                     | 28/04/2002 | 5     | 3:00  | Yokohama                    | Regras especiais.                                                 |
| Vitória | 2-0-1       | Yuji Nagata            | TKO (chute na cabeça e socos)      | Inoki Bom-Ba-Ye 2001                          | 31/12/2001 | 1     | 0:21  | Saitama                     |                                                                   |
| Empate  | 1-0-1       | Nobuhiko Takada        | Empate                             | Pride 17: Championship Chaos                  | 03/11/2001 | 5     | 3:00  | Tóquio                      | Regras especiais.                                                 |
| Vitória | 1-0         | Kazuyuki Fujita        | TKO (interrupção médica)           | K-1: Andy Hug Memorial                        | 19/08/2001 | 1     | 0:39  | Saitama                     |                                                                   |

### Cartel - Regras do K1
Cartel no Kickboxing
Legenda: 